# Hvammstangi
Hvammstangi est une localité islandaise de la municipalité de Húnaþing vestra située au nord de l'île, dans la région de Norðurland vestra. En 2011, le village comptait 582 habitants.

## Personnalités liées à la localité
- Hilmir Rafn Mikaelsson (2004-), footballeur né à Hvammstangi.